# Корес, Уго
Уго Корес Перес (исп. Hugo Cores Pérez, 7 ноября 1937, Буэнос-Айрес, Аргентина — 6 декабря 2006, Монтевидео, Уругвай) — уругвайско-аргентинский революционер и политический деятель анархо-коммунистического толка, один из создателей и руководитель Партии победы народа. Во время операции «Кондор» являлся целью аргентинских спецслужб. Арестован и посажен в тюрьму Сьерра-Чика (провинция Буэнос-Айрес). После освобождения эмигрировал в Париж.